# 南開科技大学
南開科技大學（なんかいぎじゅつだいがく、Nan Kai University of Technology）は、台湾南投県草屯鎮に位置する私立学院である。

## 歴史
| 年     | 月日    | 事跡                                                                 |
| ------ | ------- | -------------------------------------------------------------------- |
| 1969年 | 8月     | 「南開工業専科学校」として開校 機械、電気機械、電子工学の3学科を設置 |
| 1981年 | 8月     | 2年制夜間部を新設                                                    |
| 1989年 | 8月     | 2年制日間部を新設                                                    |
| 1992年 | -       | 情報管理学科を新設                                                   |
| 1993年 | -       | 「南開工商専科学校」と改称 不動産経営学科を新設                      |
| 1999年 | 9月22日 | 九二二集集大地震                                                     |
| 2001年 | 8月     | 「南開技術学院」と改称                                               |
| 2003年 | 8月     | 医療機器産業技術研究発展センターを設立                               |
| 2005年 | -       | 創造力育成センターを設立 進修学院を設置                              |

## 組織
| | |
| - 研究所 - 福祉テクノロジーサービス管理所 - 電機工学研究所 - 工学群 - 工業工学管理学科 - 自動化工学科 - 機械工学科 - 電気情報学群 - 電子工学科 - 電気機械工学科 - 情報工学科 - コンピューター通信工学科 - マルチメディアデザイン学科 | - 商業管理学群 - 情報管理学科 - 企業管理学科 - 財務金融学科 - 応用外国語学科 - レジャー事業管理学科 - 文化事業発展学科 - 教養教育センター |